# Drapeau du Portugal
Le drapeau du Portugal (en portugais bandeira de Portugal) est actuellement de couleurs verte et rouge sur la séparation desquelles se trouvent une sphère armillaire et les armoiries du pays. Le drapeau actuel est le drapeau républicain qui a succédé en 1911 à l'ancien drapeau bleu et blanc. C'est un des nombreux drapeaux au dessin décentré vers la hampe.

## Description

Description du drapeau.

Le drapeau du Portugal se compose d'un rectangle de proportions 2:3, divisé verticalement en vert (sur les 2/5 de la longueur) et rouge (sur les 3/5). Lorsque le drapeau est déployé, le vert est du côté du mât. Centrées sur la ligne de séparation entre le vert et le rouge figurent les armes du Portugal, qui sont composées d'une sphère armillaire, portant le traditionnel blason portugais d'argent aux cinq écussons d'azur chargés chacun de cinq besants d'argent, à la bordure de gueules (rouge) chargée de sept châteaux d'or. 
Ce drapeau a été officiellement adopté le 30 juin 1911, mais était déjà utilisé depuis la proclamation de la république portugaise le 5 octobre 1910 et la déposition de Manuel II de Bragance.
| Couleur | ● Rouge        | ● Vert           | ● Jaune      | ● Bleu           | ● Blanc       | ● Noir       |
| ------- | -------------- | ---------------- | ------------ | ---------------- | ------------- | ------------ |
| HTML    | #FF0000        | #006600          | #FFFF00      | #003399          | #FFFFFF       | #000000      |
| RVB     | 255, 0, 0      | 0, 102, 0        | 255, 255, 0  | 0, 51, 153       | 255, 255, 255 | 0, 0, 0      |
| CMJN    | 0, 100, 100, 0 | 100, 35, 100, 30 | 0, 0, 100, 0 | 100, 100, 25, 10 | 0, 0, 0, 0    | 0, 0, 0, 100 |

## Origine et signification

### Couleurs
Le drapeau a une symbolique républicaine et nationaliste. Le comité responsable de sa création explique l'utilisation de la couleur verte par le fait que cette couleur représente l'espoir, et qu'elle est associée à la révolte républicaine du 31 janvier 1891. Le rouge pour le sang du peuple versé.

### Sphère armillaire
La sphère armillaire représente le globe terrestre (symbole de l'histoire d'exploration maritime des grands explorateurs portugais).

### Armoiries portugaises
Au centre figurent les armoiries portugaises, superposées à  une sphère armillaire. Celle-ci remplace la couronne qui figurait sur l'ancien drapeau monarchique et symbolise l'empire colonial portugais ainsi que les découvertes effectuées par le Portugal. Les cinq écus bleus sur l'écu blanc sont ceux de sa victoire sur les cinq rois Maures lors de la bataille d'Ourique en 1139, où Afonso Henriques est proclamé roi.
Ces cinq écus contiennent chacun cinq points blancs qui sont 5 pieces, besant, représentant les 5 plaies du Christ disposé en croix. L'histoire dit qu'avant la bataille d'Ourique (25 juillet 1139), Afonso Henriques priait pour la protection des Portugais lorsqu'il eut une vision de Jésus sur la croix. Afonso Henriques remporta la bataille et représenta sur le drapeau de son père (jusqu'alors une croix bleue sur fond blanc) la stigmatisation en y apposant les cinq plaies du martyr en signe de gratitude envers le Christ, au nom duquel il avait vaincu ses ennemis.
On considère généralement que les sept châteaux représentent les victoires des Portugais sur leurs ennemis et le royaume de l'Algarve. Toutefois les châteaux ont été introduits dans les armoiries du Portugal par la montée au trône d'Alphonse III de Portugal. Le roi portugais ne pouvait pas utiliser les armes de son père, D. Afonso II, sans y introduire une différence, car il n'était pas son fils aîné. Lorsqu'il accéda au trône, (en ayant déjà la qualité de roi) on considéra donc qu'il lui faudrait abandonner les armes qui avaient été utilisées par son père et son frère.
On y trouve également les armes de l'État — les sept châteaux ou citadelles de l'expansion territoriale, reprises sous le règne d'Afonso Henriques au XIIe siècle, dont celle de Lisbonne.
Tout comme la France, le Portugal possède un coq pour emblème ; il s'agit du galo de Barcelos, le « coq de Barcelos », traditionnellement représenté avec un plumage noir et une énorme crête rouge - on peut d'ailleurs trouver de petites poteries ou des tissus à son effigie dans le pays.

## Histoire et évolution

### de 1095 à 1139-1143

1:1? ? (c. 1095)

À l'époque, la pratique d'afficher des drapeaux était relativement récente. Les drapeaux dérivaient des armoiries utilisées par les seigneurs féodaux (le premier blason à avoir été étendu en pavillon semble avoir été celui du  royaume de Jérusalem, sur concession du pape Urbain II). 
Le bouclier du comté de Portugal était celui du comte D. Henrique, et représentait une simple croix d'azur sur fond argent.
Dans sa chronique, Duarte Nunes de León avance que le bouclier de D. Afonso Henriques était peint en blanc et traversé d'une croix bleue, nommée « croix de potence » car elle avait la hampe plus longue que les branches. L'histoire de ce drapeau est contestable, car une grande partie des écrits servant de références datent de la grande commémoration parrainée par l'État Nouveau en 1940, y compris l'Exposition du monde portugais.

### 1139-1143 à 1185

1:1? ?
(c. 1139 / 1143)

Après l'indépendance du Portugal, bien qu'il n'y ait aucune preuve historique pour soutenir cette théorie, Afonso Henriques aurait apposé à la croix bleue de son bouclier des besants d'argent, insinuant ainsi que le propriétaire des armoiries avait le pouvoir de frapper la monnaie - signe de revendication claire d'autonomie contre Alphonse VII. Toutefois, ce n'était pas la seule raison : les besants, formés avec des clous d'acier, pouvaient offrir une plus grande solidité au blindage. Selon la tradition, l'utilisation de l'argent serait liée au miracle de Ourique, selon laquelle Jésus-Christ vint à ce premier roi, en lui offrant la victoire. Ainsi, Afonso Henriques aurait mis sur ses armoiries les trente pièces d'argent pour lesquelles Jésus fut vendu (ou en seconde interprétation, les cinq blessures de ses stigmates). Il convient de noter toutefois que le supposé miracle de Ourique aurait été forgé des siècles après les événements par les moines de Alcobaça.
Ce drapeau est basé sur l'interprétation de Trindade Coelho (dans son Manuel de politique des citoyens portugais), puisque la plupart des littératures suggèrent que le drapeau de l'époque était identique à celui du comte D. Henrique. La proposition de Trindade Coelho présente l'avantage de donner une explication tangible à l'émergence des besants et des armoiries.

### 1185 à 1245-1248

1:1 ? (1185)

Le successeur de D. Afonso Henriques, D. Sancho I, aurait substitué à la croix bleue cinq angles de même couleur. La tradition dit que, du bouclier que D. Afonso Henriques a reçu de son père, avec une croix bleue à laquelle il avait superposé les besants, il ne restait plus que les clous qui représentaient la monnaie et des petits morceaux de tissu bleu qui y restaient accrochés, donnant ainsi l'impression de cinq boucliers pointus que le drapeau conserve encore aujourd'hui. La croix bleue disparaît définitivement et ainsi naît l'élément central des armes de la nation naissante (cette théorie est une interprétation de Trindade Coelho dans son Manuel politique du citoyen portugais, pour expliquer comment sont apparus les besants et les boucliers). Les boucliers étaient cinq, positionnés en forme de croix, ceux placés sur les flancs étant tournés et dirigés vers le centre, et chaque bouclier était parsemé d'un nombre élevé et indéterminé de besants.

### 1245-1248 à 1385

1:1 ? (1248)

Afonso III n'étant pas le fils premier-né d'Afonso II, à l'héritage du trône de son frère Sanche II par l'imposition du pape Innocent IV, il ne put pas utiliser le blason de son père sans y introduire des modifications, conformément aux pratiques de l'époque. 
On a dit que l'introduction de la bordure rouge ornée de châteaux d'or était une référence à sa mère (Urraca de Castela), au fait d'être castillan, ou moins probablement, une référence à son mariage avec Beatriz de Castela. Néanmoins, la tradition a conservé une autre histoire, corroborée par d'innombrables chroniqueurs tout au long de l'histoire (Duarte Nunes do Leão, Frei António Brandão, etc) : les châteaux représenteraient les forteresses prises par Alphonse III aux maures en Algarve. Ceux-ci représenteraient ainsi l'intégration du Royaume maure de l'Algarve dans la couronne du Portugal, désormais appelé Royaume du Portugal et d'Algarve. Les chroniqueurs évoquent plusieurs châteaux, sans s'accorder sur eux (Albufeira, Aljezur, Cacela, Castro Marim, Estômbar, Faro, Loulé, Paderne, Porches et Sagres), de sorte que bien que le nombre de châteaux ait été fixé à sept, ils sont plus nombreux à être cités. C'est sur cette théorie que s'est basée la commission chargée de proposer le dessin du nouveau drapeau républicain en 1910 pour justifier de manière héraldique la présence et la signification des sept châteaux.

### 1385 à 1485

1:1 ? (1385)

1:1 ? Bandeira de Sao Jorge

Avec la montée au trône du Maître d'Aviz, D. João, une nouvelle fracture se produisit dans la continuité dynastique, celui-ci n'étant pas le fils légitime de D. Pedro I. Ainsi, pour se distinguer de son prédécesseur (son demi frère D. Fernando I), il ajouta aux armes nationales des fleurs de lys vertes symbolisant l'Ordre d'Aviz, dont les extrémités étaient visibles sur la bordure des châteaux. 
C'est le premier drapeau portugais dont l'historicité est prouvée - tous les précédents étant des reconstitutions. Ce drapeau est à l'origine du drapeau de l'organisation de la jeunesse « salazariste » : la Jeunesse portugaise. 
Parallèlement au drapeau armorial du Portugal, l'utilisation du drapeau dénommé "Drapeau de Saint Jorge", Saint protecteur du Portugal dans la lutte contre les Castillans s'est généralisée. Ce drapeau représentait une Croix rouge sur fond blanc, semblable aux drapeaux d'Angleterre, de Gênes ou de Barcelone, qui avaient également Saint George comme protecteur. Ce drapeau resta en usage pendant les règnes suivants, et apparaît sur les tapisseries de Pastrana, Prise de Arzila par Alfonso V.

### 1495–1667
| Symbole décrivant l'usage, explicité ci-après · Symbole décrivant l'usage, explicité ci-après | Symbole décrivant l'usage, explicité ci-après · Symbole décrivant l'usage, explicité ci-après | Symbole décrivant l'usage, explicité ci-après · Symbole décrivant l'usage, explicité ci-après | Symbole décrivant l'usage, explicité ci-après · Symbole décrivant l'usage, explicité ci-après |

### 1667–1830
| Symbole décrivant l'usage, explicité ci-après · Symbole décrivant l'usage, explicité ci-après | Symbole décrivant l'usage, explicité ci-après · Symbole décrivant l'usage, explicité ci-après | Symbole décrivant l'usage, explicité ci-après · Symbole décrivant l'usage, explicité ci-après |

### 1830–1910
| Symbole décrivant l'usage, explicité ci-après · Symbole décrivant l'usage, explicité ci-après | Symbole décrivant l'usage, explicité ci-après · Symbole décrivant l'usage, explicité ci-après |

### Sources, notes et références
- (pt) Cet article est partiellement ou en totalité issu de l’article de Wikipédia en portugais intitulé « Bandeira de Portugal » (voir la liste des auteurs).

1. ↑  Cronica Brandão na Monarquia